# Crvanj
Crvanj är en bergskedja i Bosnien och Hercegovina.   Den ligger i entiteten Republika Srpska, i den södra delen av landet, 50 km söder om huvudstaden Sarajevo.
Crvanj sträcker sig 12,9 km i nord-sydlig riktning. Den högsta toppen är Zimomor, 1 918 meter över havet.
Topografiskt ingår följande toppar i Crvanj:
- Debela Ljut
- Ðuraš
- Gurgut
- Kosjerovo
- Ledenice
- Maglaj
- Mala Previja
- Mali Lisac
- Marisovac
- Maslaćuša
- Palež
- Pještata Glavica
- Pjevčeva Glavica
- Planja
- Razvršje
- Šimun
- Tepsija
- Velika Previja
- Veliki Gradac
- Veliki Lisac
- Vrhovi
- Zeleno Brdo
- Zeleno Brdo
- Zimomor

Trakten runt Crvanj består till största delen av jordbruksmark. Runt Crvanj är det ganska tätbefolkat, med 67 invånare per kvadratkilometer.